# Museu da Ciência da Universidade de Coimbra
40° 12′ 37″ N, 8° 25′ 25″ O
O Museu da Ciência, instalado no Laboratorio Chimico da Universidade de Coimbra, foi inaugurado no dia 5 de Dezembro de 2006.
A exposição permanente, Segredos da Luz e da Matéria, é uma exposição interactiva de ciência para um público de todas as idades.
Esteve patente uma exposição temporária sobre evolução, dentro das comemorações dos 200 anos do nascimento do "pai" da teoria da evolução, Charles Darwin, e dos 150 anos da publicação da sua mais famosa obra, A origem das espécies.
Em 2013, o Museu foi classificado, pelo site "The Best Colleges", de classificações e "rankings" de universidades e cursos, como um dos 30 melhores museus universitários do mundo. O site sublinhou as coleções dos departamentos de Botânica, Física, Antropologia, Zoologia e Mineralogia, presentes no museu, assim como o facto de o espaço pertencer a uma das "mais antigas universidades do mundo".

## Edifício
O Laboratorio Chimico, mandado edificar pelo Marquês de Pombal, em 1772, foi o primeiro laboratório para o ensino e investigação da química em Portugal e é um dos mais antigos de Portugal.
Foi alvo de uma importante intervenção de restauro, para vir a acolher o Museu da Ciência. O projecto é da autoria dos arquitectos João Mendes Ribeiro, Desirée Pedro e Carlos Antunes.